# Cletodes longicaudatus
Cletodes longicaudatus är en kräftdjursart som först beskrevs av Boeck 1872.  Cletodes longicaudatus ingår i släktet Cletodes och familjen Cletodidae. Arten är reproducerande i Sverige. Inga underarter finns listade i Catalogue of Life.